# Pavonia schimperiana
Pavonia schimperiana är en malvaväxtart som beskrevs av Ferdinand von Hochstetter och Achille Richard. Pavonia schimperiana ingår i släktet påfågelsmalvor, och familjen malvaväxter. Inga underarter finns listade i Catalogue of Life.